# Divinas palabras (película de 1987)
Divinas palabras es una película española que adapta la obra teatral homónima de Ramón María del Valle-Inclán.

## Argumento
Mari Gaila (Ana Belén) es la mujer del sacristán de un pueblo de Galicia, Pedro Gailo. Este tiene un sobrino que nació con hidrocefalia y al que su madre exhibe por todas las ferias.
Un día la madre de la criatura aparece muerta y Mari Gaila y su cuñada se disputan la custodia del niño para lucrarse de su enfermedad.

## Reparto
| Actor           | Personaje             |
| --------------- | --------------------- |
| Ana Belén       | Mari Gaila            |
| Francisco Rabal | Pedro Gailo           |
| Imanol Arias    | Septimo Miau          |
| Esperanza Roy   | Rosa, LaTatula        |
| Aurora Bautista | Marica del Reino      |
| Juan Echanove   | Miguelin, el padrones |
| Ofelia Angélica | Juana, la reina       |

## Comentarios
- Espectadores: 573.603
- Recaudación: 1.062.476,70 €

## Premios y nominaciones
Premios Goya 1987
| Categoría              | Persona/Grupo                      | Resultado |
| ---------------------- | ---------------------------------- | --------- |
| Mejor película         | Mejor película                     | Candidata |
| Mejor actor de reparto | Juan Echanove                      | Ganador   |
| Mejor música original  | Milladoiro                         | Candidata |
| Mejor fotografía       | Fernando Arribas                   | Ganador   |
| Mejor montaje          | Pablo González del Amo             | Ganador   |
| Mejor sonido           | Miguel Ángel Polo Enrique Molinero | Ganadores |

- Datos: Q5284065